# Coleophora kautzi
Coleophora kautzi is een vlinder uit de familie kokermotten (Coleophoridae). De wetenschappelijke naam is voor het eerst geldig gepubliceerd in 1933 door Rebel.
De soort komt voor in Europa.